# مایرز (کنتاکی)
مایرز (به انگلیسی: Myers) یک منطقهٔ مسکونی در ایالات متحده آمریکا است که در شهرستان نیکولاس، کنتاکی واقع شده‌است. مایرز ۱۹۱٫۱۱ متر بالاتر از سطح دریا قرار دارد.